# Happy Xmas (War Is Over)
«Happy Xmas (War Is Over)» (с англ. — «Счастливого Рождества (Война окончена)») — рождественская песня протеста 1971 года, записанная Джоном Ленноном и Йоко Оно совместно с группой Plastic Ono Band и общественным хором Гарлема. Опираясь на идею своей акции с размещением на рекламных щитах пацифистских сообщений «Война окончена (если вы этого хотите)», в этой песне Леннон стремился одновременно выразить протест против войны во Вьетнаме, преподнести идеи социального единства и написать «вечную рождественскую песню».
Песня была выпущена в 1971 году в качестве сингла (седьмого у Леннона, несвязанного с The Beatles). Пластинка не добилась особого успеха в США, однако достигла четвёртого места в чарте Великобритании, где её релиз был отложен до ноября 1972 года, и время от времени вновь возвращалась на верхние позиции, особенно после убийства Леннона в декабре 1980 года. Продюсером записи стал Фил Спектор, с которым Леннон незадолго до этого закончил работу над альбомом Imagine. Стороной «Б» сингла стала песня «Listen, the Snow Is Falling», написанная и исполненная Йоко Оно.
С момента своего выхода композиция стала одним из самых главных рождественских стандартов и одной из величайших песен авторства Леннона. На композицию были записаны десятки кавер-версий, среди исполнителей — Энди Уильямс, Нил Даймонд, Дайана Росс, Селин Дион, Maroon 5 и Майли Сайрус. Лауреат премии «Оскар» за «Лучший анимационный короткометражный фильм», «Война окончена!» (2023), был создан под впечатлением от «Happy Xmas (War Is Over)».

## Предпосылки

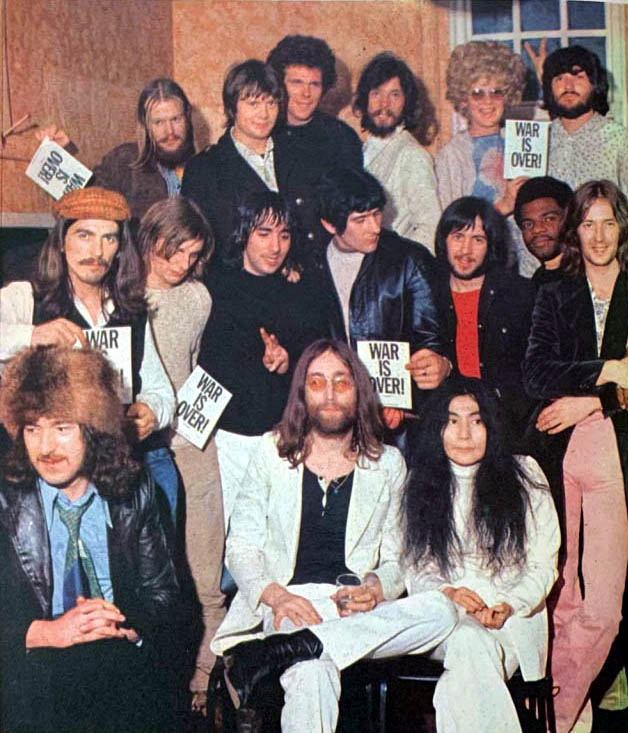
Джон Леннон и Йоко Оно с Plastic Ono Supergroup во время акции «Война окончена!», Лондон, 15 декабря 1969 года

1969 год стал кульминационным в борьбе Джона Леннона и его супруги Йоко Оно с американским правительством. Всё началось со знаменитой серии акций «В постели за мир», первую из которых они устроили во время своего медового месяца. В разгар митингов Леннона против участия США в войне во Вьетнаме, в декабре 1969 года, была запущена международная кампания, идея которой заключалась в аренде рекламных щитов в двенадцати крупных странах по всему миру и размещения на них, на языке соответствующей страны, следующего сообщения:
ВОЙНА ОКОНЧЕНА!
Если вы этого хотитесчастливого Рождества от Джона и Йоко
Учитывая значительный успех сингла «Imagine» 1971 года в сравнении с предшествующими сольными исполнениями, Леннон заключил: «Теперь я понимаю, что необходимо сделать, чтобы политическое послание было услышано, — надо выразить его, слегка приправив мёдом». «Happy Xmas (War Is Over)» стала для автора возможностью донести до слушателя идеи социального единства и мирных перемен, личная ответственность за которые лежит на каждом — таким образом, Леннон напрямую связал песню с биллбордовой кампанией. Йоко Оно вспоминает, что основная часть песни была придумана за завтраком в Нью-Йорке в июле 1971 года. Помимо антивоенных посланий, Джон «хотел написать вечную рождественскую песню, чтобы на Рождество можно было послушать что-то помимо „White Christmas“». Музыкант привнёс в композицию оптимистический настрой, при этом пытаясь избежать элементы сентиментальности, по его мнению, присущей рождественским песням.
Это было все то же послание — идея о том, что мы несем такую же ответственность, как и человек, который нажимает на кнопку. До тех пор, пока люди воображают, что кто-то делает это с ними, и что они ничего не могут контролировать, у них не будет никакого контроля.Джон Леннон, из интервью 1980 года
С 1963 по 1969 год, для членов своего фан-клуба, The Beatles записывали специальные рождественские пластинки. После распада группы в 1970 году, Леннон стал первым её участником, выпустившим собственную рождественскую песню. За «Happy Xmas (War Is Over)» последовали «Ding Dong, Ding Dong» Джорджа Харрисона (1974), «Wonderful Christmastime» Пола Маккартни (1979) и альбом Ринго Старра I Wanna Be Santa Claus (1999).

## Композиция

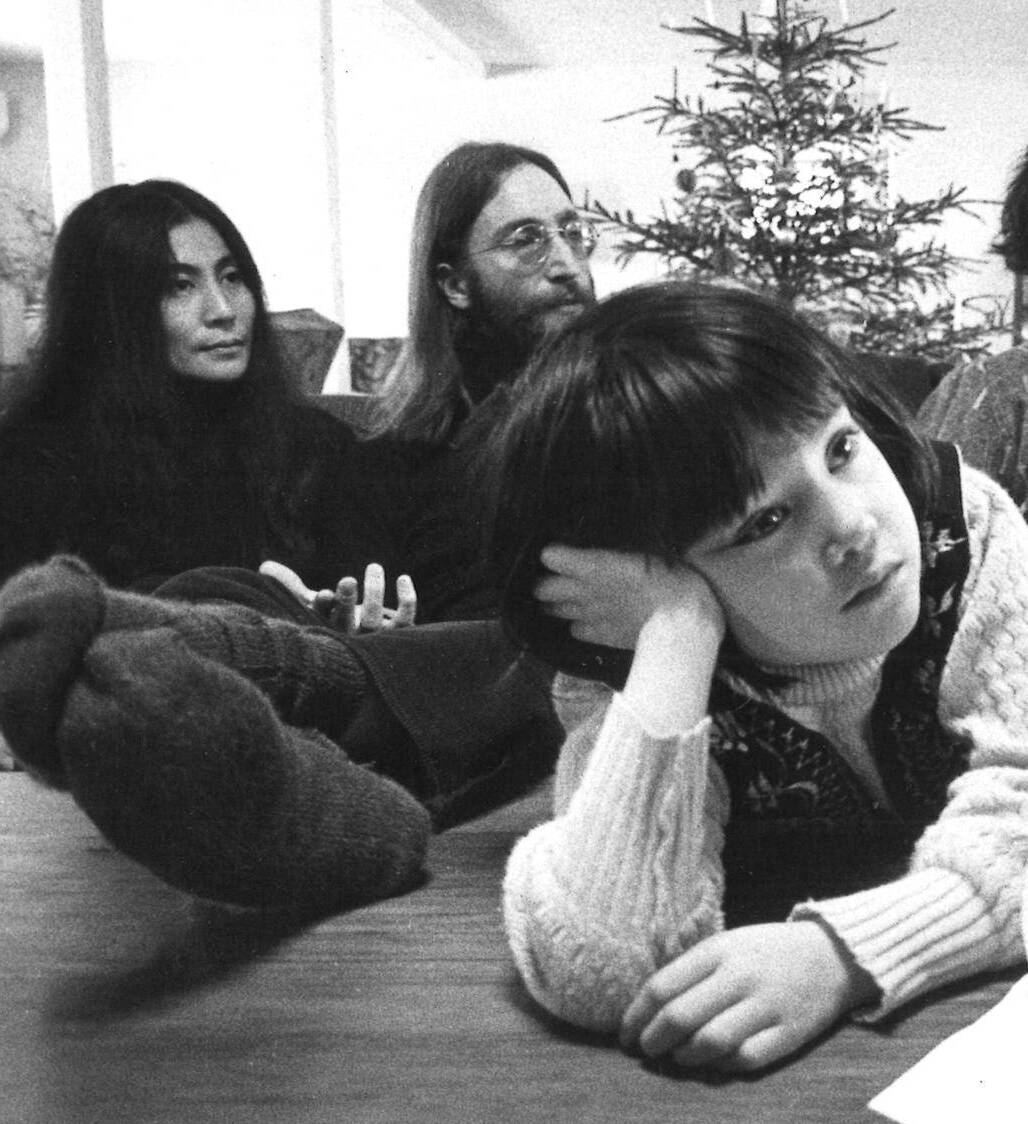
Джон Леннон и Йоко Оно с Киоко, 1970 год

Песня открывается рождественскими поздравлениями Оно и Леннона своим детям от предыдущих браков. Сперва Йоко шепчет: «Счастливого Рождества, Киоко», затем вступает Джон: «Счастливого Рождества, Джулиан». Во вкладышах с текстами песен, прилагающихся к виниловым изданиям сборников Shaved Fish (1975) и The John Lennon Collection (1982), это вступление ошибочно расшифровывается как «Счастливого Рождества, Йоко. Счастливого Рождества, Джон». 

Рукопись песни

«Happy Xmas (War Is Over)» сочетает в себе элементы предшествующих записей Леннона: аналогично «Instant Karma!» он провоцирует слушателя и бросает ему вызов («Пришло Рождество, и что же ты сделал?» — англ. So this is Christmas, and what have you done?), прежде чем успокоить его и дать надежду в виде припева, спетого Оно с детским хором: «Счастливого Рождества и счастливого Нового года, давайте надеяться, что он будет хорошим и без всяких опасений» (англ. A very merry Christmas and a happy New Year, let’s hope it’s a good one without any fear). Во втором куплете Леннон напоминает слушателям о том, что Рождество — праздник для всех: «для слабых и сильных, богатых и бедных, […] белых и чёрных, жёлтых и красных», и призывает, практически умоляет «прекратить все ссоры». Как и в «Imagine», фразой «Война окончена, если вы этого хотите» (англ. War is over if you want it) Джон предлагает слушателю «представить», что, если они захотят, война закончится. К концу 1960-х фраза «Война окончена» («War Is Over») всё чаще стала звучать в песнях наиболее видных артистов Штатов: «The War Is Over» Фила Оукса и «The Unknown Soldier» The Doors — наиболее вероятные предполагаемые, однако неподтверждённые источники вдохновения пары. Композиция завершается громким припевом и выкриками «Happy Christmas!», сопровождающимися радостными аплодисментами, напоминающими концовку другого хита Леннона — «Give Peace a Chance». Бен Юриш и Кеннет Билен находят в контрасте между тихим началом и шумным концом песни посыл о «расширении чувства семейного торжества, которое порождает этот праздник».
Когда Леннон впервые проиграл своё демо Филу Спектору, продюсер заметил, что вступительная строка песни «So this is Christmas…» ритмически идентична другому синглу, над которым он работал — «I Love How You Love Me» группы The Paris Sisters 1961 года. В студии звукозаписи Леннон чётко дал понять гитаристам, что желает обогатить композицию риффами в стиле мандолины, похожие на те, что звучали в сингле «Try Some, Buy Some», спродюсированный Спектором и Джорджем Харрисоном в феврале 1971 года для Ронни Спектор, бывшей участницы The Ronettes. Спектор придал песне характерное рождественское звучание, добавив колокольчики, глокеншпиль и бубенцы, а также включил ударные инструменты, которые он использовал на культовом альбоме 1963 года A Christmas Gift for You…. Аккорды и мелодическая структура «Happy Xmas (War Is Over)» похожи на традиционную английскую балладу «Skewball», но с другим ритмическим размером, последовательностью модуляций и совершенно новой контрмелодией припева. Куплеты песни наиболее близки к исполнению 1963 года (под названием «Stewball») Питером, Полом и Мэри.

## Запись
В начале октября 1971 года Леннон записал демо-версию «Happy Xmas (War Is Over)» на акустической гитаре в номере отеля St. Regis в Нью-Йорке, где они жили с Оно. Текст пока ещё был сформирован не полностью, однако мелодия и структура, по большей части, были закончены. Леннон безуспешно пытался спеть высокие ноты в средней части; в окончательной версии это сделала Оно. Ещё одно демо было записано за два дня до похода в студию, 26 октября, — после того, как пара сняла квартиру в квартале Гринвич-Виллидж. Оно считается соавтором песни, однако её вклад на первых этапах разработки неясен, поскольку в демо-версиях она участия не принимала.

Сессия записи «Happy Xmas (War Is Over)» и последующая фотосессия с музыкантами и общественным гарлемским детским хором, 31 октября 1971 года

Как и в случае со своими предыдущими двумя альбомами — John Lennon/Plastic Ono Band и Imagine, выпущенным в США несколькими неделями ранее, за продюсерское кресло Леннон посадил Фила Спектора. Первая сессия записи состоялась вечером в четверг, 28 октября, в студии Record Plant. После того, как сессионные музыканты, некоторые из которых в то или иное время выступали в составе Plastic Ono Band, записали основные инструментальные партии, Леннон и Оно наложили основной вокал. Один из четырёх присутствовавших гитаристов заменил басиста Клауса Формана, чей рейс из Германии был отложен, однако вскоре он же записал свою партию — она и звучит в итоговой версии. На следующий день музыканты, уже включая Формана, помогли Йоко Оно записать её композицию «Listen, the Snow Is Falling», выпущенную как вторая сторона сингла. Во время сессий в студию пришёл Джордж Харрисон и представил всем музыкантам около двух-трёх часов своего нового материала, позднее ставшего основной составляющей альбома Living in the Material World.
Общественный хор Гарлема насчитывал тридцать темнокожих детей, большинству из которых было от четырёх до двенадцати лет. Они посетили студию днём 31 октября, чтобы записать групповой бэк-вокал. Несвойственно для Леннона, сессия проходила после обеда, поскольку дети, привезённые в студию на арендованном школьном автобусе только после подписанного каждым из родителей разрешения, должны были разойтись по домам рано вечером и вовремя лечь спать. За записью наблюдали матери членов хора. Сессия началась с того, что Джон научил хор, который он прозвал «The Supremes», тексту песни с классной доски в студии. По окончании записи Джон, Йоко, сессионные музыканты, дети, инженеры, секретарши, Спектор и его шурин Джо собрались вокруг пластиковой рождественской ёлки, чтобы Иэн Макмиллан (за два года до этого снявший обложку Abbey Road) сфотографировал их для обложки сингла. Сессия записи была записана на видеокамеру и единожды, 14 декабря 1972 года, выпущена в эфир телепередачи Top of the Pops. Детей накормили Хэппи Милами, а Джон и Йоко пожертвовали гарлемской церкви 500 долларов.

## Релиз и переиздания

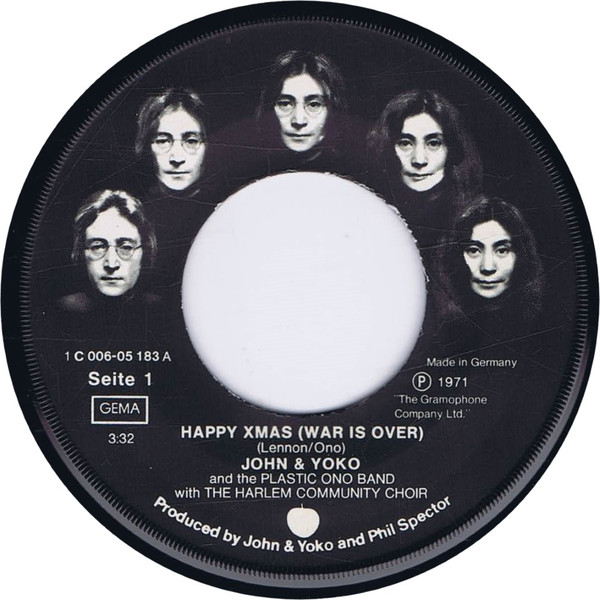
Этикетка сингла 1972 года

В США семидюймовый сингл «Happy Xmas (War Is Over)»/«Listen, the Snow Is Falling» был издан лейблом Apple Records, принадлежащим участникам The Beatles, 1 декабря 1971 года. Прозрачный зелёный винил находился внутри обложки в виде картонной упаковки. У пластинки было две разновидности этикетки, одна из которых представляла пять изображений, на которых лицо Леннона постепенно превращалось в лицо Оно. Выпуск сингла в Великобритании был отложен до 24 ноября 1972 года из-за разногласий между издательством Northern Songs и Ленноном по поводу указания Йоко Оно как со-автора, поскольку в таком случае пара получала двойной роялти. В отличие от американского издания, британское было выпущено на непрозрачном зелёном виниле. За счёт своего успеха, первоначальный тираж разошёлся непредвидимо быстро, и сингл пришлось переиздать на стандартном чёрном виниле.
На долгоиграющей пластинке песня впервые появилась в составе прижизненного сборника Леннона, Shaved Fish. В конце «Happy Xmas (War Is Over)» плавно переходит в отрывок концертной версии «Give Peace a Chance», закрывающей благотворительный концерт Леннона и Оно One to One 30 августа 1972 года. Обложка альбома, оформленная Роем Кохарой, состоит из иллюстраций Майкла Брайана, по отдельности представляющих каждую песню; «Happy Xmas (War Is Over)» представлена как самолёт, сбрасывающий рождественское украшение вместо бомбы. На протяжении многих лет сингл переиздавался лейблами Capitol, Geffen и Parlophone, — иногда это было приурочено к выпуску сборников сольного творчества Леннона, в которых собраны работы Леннона. Она также появлялась в сборниках рождественских песен, в частности, в специализированном издании специализированном издании Now That's What I Call Music!. Черновой микс, созданный по ходу первой сессии записи 28 октября 1971 года, был выпущен в 1998 году в сборнике John Lennon Anthology.
Музыкальное видео на песню «Happy Xmas (War Is Over)» впервые появилось в выпущенном на VHS в 1992 году сборнике The John Lennon Video Collection. Клип состоит из изображений, связанных с рекламной кампанией «Война окончена!» Леннона и Оно 1969 года, а также личных фотографий пары с детьми Джона, Джулианом и Шоном, перемеживающихся кадрами хорового мальчишевского ансамбля, поющего вместе с гарлемским общественным хором. В 2003 году было снято новое видео на ремастированную версию песни для Lennon Legend: The Very Best of John Lennon.

## Восприятие и влияние
Дебютировавший в США сингл «Happy Xmas (War Is Over)» не имел большого успеха из-за запоздалого выпуска (начало декабря), что привело к ограниченной ротации и отсутствию продвижения. Пластинка стала первым синглом участника The Beatles, не попавшим в Billboard Hot 100. Успехом запись выделилась исключительно в специализированном ежегодном чарте Billboard Christmas Singles, в котором она заняла третью позицию, а впоследствии появлялась во всех последующих выпусках хит-парада (1972, 1983, 1984 и 1985 годы). Последнее появление песни и наивысшая позиция в чарте Billboard Hot 100 были зафиксированы накануне 2023 года — 38-е место.
В Великобритании «Happy Xmas (War Is Over)» мгновенно завоевала успех после выпуска сингла в ноябре 1972 года. Песня достигла четвёртой строчки в UK Singles Chart — туда она возвращалась ещё девять раз. Наиболее заметный из таких случаев произошёл вскоре после смерти Леннона 8 декабря 1980 года; сингл достиг второго места, уступив вершину хит-парада другому переизданному синглу Леннона, «Imagine», и оставался в чарте в течение девяти недель.
Постепенно «Happy Xmas (War Is Over)» заработала репутацию одной из главных рождественских песен в истории. В ходе опроса жителей Великобритании, проведённого в декабре 2012 года, песня заняла десятое место в специальном выпуске The Nation’s Favourite Christmas Song телеканала ITV, за три года до этого она стала самой популярной среди таксистов в Северной Ирландии. В 2020 году газета Los Angeles Times избрала «Happy Xmas (War Is Over)» 49-й величайшей рождественской песней последних пятидесяти лет. Согласно сайту Acclaimed Music «Happy Xmas (War Is Over)» фигурировала в The 1001 Greatest Singles Ever Made Дэйва Марша (1989; под номером 784). Критик Ultimate Classic Rock Ник Деризо подметил, что, «учитывая, как он разорвал религию на куски в песне „God“, Леннон — возможно последний человек, от которого можно было бы ожидать выпуска того, что стало вечным рождественским фаворитом».
Хит Леннона сильно подтолкнул группу Slade к выпуску не менее культового сингла «Merry Xmas Everybody»; по словам Нодди Холдера, участники группы «не думали, что в то время было правильным решением выпускать что-то рождественское, но у Леннона был большой хит за несколько лет до этого, что делало это немного круче».
Оценил песню и бывший коллега Джона, Джордж Харрисон, — во время интервью на шоу Дика Кэвитта, где совсем незадолго до этого гостили Леннон и Оно, он сказал: «Есть одна вещь, которую они не упомянули, что за них сделаю я — это их новая рождественская песня, „We Wish You Merry Christmas (War Is Over)“, покупайте прямо сейчас. […] Они записали её после того, как гостили на шоу, поэтому у них не было возможности поговорить о ней». Когда пара гостила у Кэвитта во второй раз, Джон отрегировал на жест Джорджа: «Это было мило с его стороны».

## Кавер-версии
Количество каверов до начала XXI века было незначительным: наиболее значимый из них, достигший 10-го места в австралийском чарте синглов в декабре 1985 года, был записан австралийской супергруппой The Incredible Penguins. Некоторые из самых ранних кавер-версий «Happy Xmas (War Is Over)» появляются на праздничных альбомах ведущих поп-исполнителей, таких как I Still Believe in Santa Claus (Энди Уильямс, 1990), The Christmas Album (Нил Даймонд, 1992), A Very Special Season (Дайана Росс, 1994) и These Are Special Times (Селин Дион, 1998). Другие версии из 1990-х — группы The Alarm (альбом Standards, 1991), K Foundation с Ансамблем Александрова («K Cera Cera», 1993), концертное исполнение Мелиссы Этеридж (1994), бразильская версия певицы Симоне (1995), Лаура Паузини (1996), Джимми Баффетт (Christmas Island, 1996), Томоясу Хотэй (Merry Axemas: A Guitar Christmas, 1997), Ребекка Сент-Джеймс (Christmas, 1997), Тедди Пендерграсс (This Christmas (I'd Rather Have Love), 1998), Том Джонс и Алекс Бритти (1999).
В последующие десятилетия «Happy Xmas (War Is Over)» приобрела более высокий статус в культурном мейнстриме благодаря растущему количеству исполнений других музыкальных исполнителей, большинство из которых датируются, как минимум, 2000 годом. В 2002 году свои версии выпустила пост-хардкорная группа Sense Field. Культовая британская рок-группа The Moody Blues представила своё исполнение в своём последнем альбоме December — выбор песни Джон Лодж объяснил так: «Рождество — […] это не только о рождественских подарках и вечеринках, но и о том, как мы относимся к тому, что происходит в современном мире. С песней Леннона и Оно мы хотели сделать заявление». Американская поп-рок-группа Maroon 5 выпустила свою кавер-версию в 2005 году в поддержку кампании Amnesty International Make Some Noise; в её же рамках был выпущен альбом Instant Karma: The Amnesty International Campaign to Save Darfur, в котором песню исполнила Анжелика Киджо. Австралийская певица Дельта Гудрем выпустила «Happy Xmas (War Is Over)» в составе своего сингла «Predictable». Сразу две кавер-версии попали в чарты Billboard в 2006 году. Первый был записан канадской певицей и автором песен Сарой Маклахлан и выпущен вместе с её альбомом Wintersong, ставшим самым продаваемым рождественским альбомом года и номинантом на премию «Грэмми»; второй сингл, авторства американской рок-группы The Fray, был издан в декабре. В 2009 году свою версию представила mash-up-группа Beatallica в альбоме Winter Plunderband.
Среди прочих исполнителей песни в 2000-х годах — Карли Самон (Christmas Is Almost Here, 2002), Street Drum Corps с Бертом Маккрэкеном (2005), Энони с Бой Джорджем (Help!: A Day in the Life, 2005), Shinedown (2006), Тарья Турунен (Henkäys ikuisuudesta, 2006), Шарлотта Перелли (Rimfrostjul, 2008), квартет, состоящий из Стива Лукатера, Марко Мендосы, Томми Шо и Кенни Ароноффа (We Wish You a Metal Xmas and a Headbanging New Year, 2008), Йо Йо Ма (Songs of Joy & Peace, 2008), Эрик Мартин (Mr. Vocalist X-Mas, 2009), Кейт Себерано (Merry Christmas, 2009), REO Speedwagon (Not So Silent Night ... Christmas with REO Speedwagon, 2009).
13 декабря 2012 года сын Джона Леннона Шон исполнил песню вместе с госпел-певицей Мейвис Стейплз, Джеффом Твиди из группы Wilco и Гарлем Госпел Хором в сатирической телепрограмме «Отчёт Кольбера». Эта версия была доступна для покупки на сайте iTunes, а вырученные средства были пожертвованы на помощь пострадавшим от урагана «Сэнди». Во время концерта, посвящённого 75-летию Джона Леннона, Шерил Кроу, Алоэ Блэк и Питер Фрэмптон исполнили песню вместе с детским хором из Молодёжной ассоциации заикающихся. 14 декабря 2018 года Майли Сайрус и Марк Ронсон записали версию песни с участием Шона Оно Леннона, а на следующий день все трое исполнили её вживую в телепередаче Saturday Night Live. В 2019 и 2023 годах песню исполнял Джон Ледженд, в его интерпретации она заняла девятую строчку в британском чарте синглов. В декабре 2020 года свою версию записали Calexico (Seasonal Shift, 2020), а в ноябре 2023-го песня стала частью рождественского мини-альбома Аланис Мориссетт Last Christmas.
Среди прочих исполнителей песни в 2010-х и 2020-х годах — Джессика Симпсон (Happy Christmas, 2010), The Polyphonic Spree (Holidaydream: Sounds of the Holidays, Vol. One, 2012), Os Mutantes (2013), The Wurzels (The Wurzels Christmas Album, 2013), Train (Christmas in Tahoe, 2015), Анггун (2016), Echosmith с Хантером Хейзом (2017), Дуа Липа (2020), Андреа Бочелли (A Family Christmas, 2022), Ализа Киш (Santa Baby, 2022), Дэйв Коз (2022).

## В поп-культуре и отсылки
«Happy Xmas (War Is Over)» звучит в конце новогоднего рекламного ролика H&M Come Together: A Fashion Picture in Motion (2016), срежисированного Уэсом Андерсоном. Обложка третьего студийного альбома канадского рок-дуэта Death From Above 1979, Outrage! Is Now, напрямую отсылает к плакату «WAR IS OVER! If You Want It». Певица Лана Дель Рей отдала своеобразную дань уважения Леннону и Оно, сделав отсылку в песне «California» (Norman Fucking Rockwell!, 2019) — «Я слышала, что война окончена, если вы действительно этого хотите» (англ. I heard the war was over, if you really choose), — представляя антивоенный лозунг под видом смешного, бредового слуха.
Короткометражный анимационный фильм 2023 года «Война окончена! Вдохновлено музыкой Джона и Йоко» был создан младшим сыном Джона Шоном и бывшим аниматором Pixar Дейвом Маллинсом под впечатлением от «Happy Xmas (War Is Over)» — она же звучит в его конце. В 2024 году картина получила «Энни» и «Оскар» в одной и той же категории — «Лучший анимационный короткометражный фильм».

## Участники записи
- Джон Леннон — вокал, гитара, продюсер
- Йоко Оно — вокал, продюсер
- Общественный хор Гарлема — бэк-вокал, детский хор
- Мэй Пэнг — бэк-вокал
- Ники Хопкинс — фортепиано, колокольчики, глокеншпиль
- Тедди Ирвин — гитара
- Джим Келтнер — ударные, sleigh bells
- Хью Маккракен[англ.] — гитара
- Клаус Форман — бас-гитара
- Крис Осборн — гитара
- Стюарт Шарф[англ.] — гитара
- Рой Чикала[англ.] — звукорежиссер
- Фил Спектор — продюсер

## Чарты
| Чарт (1971—2024)                                         | Высшая позиция |
| -------------------------------------------------------- | -------------- |
| Австралия (ARIA)                                         | 13             |
| Австрия (Ö3 Austria Top 40)                              | 6              |
| Бельгия/Фландрия (Ultratop 50)                           | 4              |
| Канада (Billboard Canadian Hot 100)                      | 24             |
| Канада (Nielsen SoundScan)                               | 16             |
| Канада (RPM 100)                                         | 43             |
| Международный хорватский рождественский эфир (Top lista) | 10             |
| Чехия (Rádio — Top 100)                                  | 25             |
| Чехия (Singles Digitál Top 100)                          | 13             |
| Дания (Tracklisten)                                      | 15             |
| Европа (European Hot 100 Singles)                        | 55             |
| Финляндия (Suomen virallinen lista)                      | 14             |
| Франция (SNEP)                                           | 41             |
| Германия (GfK)                                           | 6              |
| Мир (Billboard Global 200)                               | 18             |
| Венгрия (Editors' Choice Top 40)                         | 39             |
| Венгрия (Single Top 40)                                  | 23             |
| Венгрия (Stream Top 40)                                  | 11             |
| Ирландия (IRMA)                                          | 2              |
| Италия (FIMI)                                            | 6              |
| Латвия (LaIPA)                                           | 12             |
| Литва (AGATA)                                            | 23             |
| Люксембург (Billboard)                                   | 15             |
| Нидерланды (Dutch Top 40)                                | 6              |
| Нидерланды (Single Top 100)                              | 2              |
| Новая Зеландия (Recorded Music NZ)                       | 10             |
| Норвегия (VG-lista)                                      | 3              |
| Польша (Polish Airplay Top 100)                          | 46             |
| Польша (Polish Streaming Top 100)                        | 41             |
| Португалия (AFP)                                         | 37             |
| Шотландия (OCC Scotland)                                 | 66             |
| Словакия (Rádio Top 100)                                 | 8              |
| Словакия (Singles Digitál Top 100)                       | 10             |
| Словения (SloTop50)                                      | 3              |
| Испания (PROMUSICAE)                                     | 89             |
| Швеция (Sverigetopplistan)                               | 11             |
| Швейцария (Schweizer Hitparade)                          | 10             |
| Великобритания (UK Singles Chart)                        | 2              |
| США (Billboard Hot 100)                                  | 38             |
| США (Cashbox Top 100)                                    | 36             |
| США (Billboard Holiday 100)                              | 9              |
| США (Record World Singles Chart)                         | 28             |
| США (Rolling Stone Top 100)                              | 73             |

| Чарт (2006—2024)                  | Высшая позиция |
| --------------------------------- | -------------- |
| Эстония (TopHit)                  | 56             |
| Италия (FIMI)                     | 32             |
| Литва (AGATA)                     | 86             |
| Нидерланды (Single Top 100)       | 76             |
| Польша (Polish Airplay Top 100)   | 28             |
| Польша (Polish Streaming Top 100) | 53             |
| Португалия (AFP)                  | 169            |
| Швеция (Sverigetopplistan)        | 30             |
| Швейцария (Schweizer Hitparade)   | 70             |
| США (Billboard Holiday 100)       | 32             |

| Чарт (2007—2015)                        | Высшая позиция |
| --------------------------------------- | -------------- |
| Канада (Canadian Digital Song Sales)    | 36             |
| США (Billboard Holiday 100) (Billboard) | 37             |

| Чарт (2018—2019)                           | Высшая позиция |
| ------------------------------------------ | -------------- |
| Австрия (Ö3 Austria Top 40)                | 59             |
| Германия (GfK)                             | 46             |
| Швеция (Sverigetopplistan)                 | 99             |
| Швейцария (Schweizer Hitparade)            | 100            |
| США (Billboard Holiday Digital Song Sales) | 7              |

| Чарт (2019—2021)                   | Высшая позиция |
| ---------------------------------- | -------------- |
| Великобритания (OCC UK Singles)    | 9              |
| США Billboard Hot 100              | 69             |
| США (Billboard Adult Contemporary) | 15             |
| США (Billboard Holiday 100)        | 45             |
| США Rolling Stone Top 100          | 36             |

## Сертификации

### Версия Джона Леннона
| Регион | Сертификация  | Продажи   |
| --- | ------------- | --------- |
| Австралия (ARIA) | 2× Платиновый | 140 000   |
| Дания (IFPI Danmark) | 2× Платиновый | 180 000   |
| Германия (BVMI) | Платиновый    | 500 000   |
| Италия (FIMI) · продажи после 2009 года | 2× Платиновый | 200 000   |
| Япония (RIAJ) · продажи с 2005 по 2017 год                                                                                                 | Золотой       | 100 000*  |
| Новая Зеландия (RMNZ) | Платиновый    | 30 000    |
| Португалия (AFP) | Золотой       | 20 000    |
| Великобритания (BPI) | 2× Платиновый | 1 200 000 |
| * Данные о продажах приведены только на основе сертификации. · Данные о продажах + прослушиваниях приведены только на основе сертификации. |               |           |

### Версия Селин Дион
| Регион                                                                      | Сертификация | Продажи |
| --------------------------------------------------------------------------- | ------------ | ------- |
| Дания (IFPI Danmark)                                                        | Золотой      | 45 000  |
| Италия (FIMI)                                                               | Золотой      | 50 000  |
| Данные о продажах + прослушиваниях приведены только на основе сертификации. |              |         |

### Версия Джона Ледженда
| Регион                                                                      | Сертификация | Продажи |
| --------------------------------------------------------------------------- | ------------ | ------- |
| США (RIAA)                                                                  | Золотой      | 500 000 |
| Данные о продажах + прослушиваниях приведены только на основе сертификации. |              |         |

## Комментарии
1. ↑  В ту эпоху радиостанции были менее склонны прерывать регулярные передачи рождественской музыкой, поэтому новым праздничным песням приходилось постепенно добиваться общественного признания. «Happy Xmas (War Is Over)» стал вторым рождественским синглом, попавшим в американские чарты в 1970-х, после исполнения стандарта «Please Come Home for Christmas» группой Eagles[39].